# 瀬戸郵便局
瀬戸郵便局（せとゆうびんきょく）
- 愛知県瀬戸市にある郵便局。本記事にて記述する。
- 愛媛県西宇和郡伊方町にある郵便局。局番号は61021。

瀬戸郵便局（せとゆうびんきょく）は愛知県瀬戸市にある郵便局。民営化前の分類では集配普通郵便局であった。

## 概要
住所
- 〒489-8799：愛知県瀬戸市共栄通4-14

## 沿革
- 1873年（明治6年）6月1日 - 瀬戸郵便取扱所として開設[1]。
- 1875年（明治8年）1月1日 - 瀬戸郵便局となる。
- 1876年（明治9年）3月12日 - 為替取扱を開始。
- 1879年（明治12年）4月15日 - 貯金取扱を開始。
- 1897年（明治30年）11月1日 - 瀬戸郵便電信局となる。
- 1906年（明治39年）3月5日 - 瀬戸郵便局となる。
- 1975年（昭和50年）11月17日 - 瀬戸市蔵所町から同市共栄通四丁目に移転[2]するとともに、和文電報受付および電話通話業務を開始[3]。
- 1996年（平成8年）7月1日 - 外国通貨の両替および旅行小切手の売買に関する業務取扱を開始。
- 1997年（平成9年）7月28日 - 瀬戸山口簡易郵便局の廃止に伴い、取扱事務を承継。
- 2006年（平成18年）10月1日 - 品野（しなの）郵便局から「480-12xx」区域の集配業務を移管[4]。
- 2007年（平成19年）10月1日 - 民営化に伴い、併設された郵便事業瀬戸支店に一部業務を移管。
- 2012年（平成24年）10月1日 - 日本郵便株式会社発足に伴い、郵便事業瀬戸支店を瀬戸郵便局に統合。

## 取扱内容
- 郵便、印紙、ゆうパック、内容証明
- 貯金、為替、振替、振込、国際送金、外貨両替・トラベラーズチェック、国債、投資信託
- 生命保険、バイク自賠責保険、自動車保険、がん保険、引受条件緩和型医療保険、変額年金保険
- ゆうちょ銀行ATM
- 「489-00xx」「489-08xx」「489-09xx」「480-12xx」区域（瀬戸市の全域）の集配業務
- ゆうゆう窓口

## 周辺
- 瀬戸市役所
- 日本年金機構瀬戸年金事務所
- 聖カピタニオ女子高等学校
- 国道155号
- 国道363号

## アクセス
本郵便局は瀬戸街道（愛知県道61号名古屋瀬戸線）沿いにある。
- 名鉄瀬戸線 水野駅から徒歩で約11分。
- 名鉄瀬戸線 新瀬戸駅 / 愛知環状鉄道・愛知環状鉄道線 瀬戸市駅から徒歩で約13分。
- 名鉄バス「瀬戸商工会議所前」停留所、瀬戸市コミュニティバス「やすらぎ会館」停留所下車。
- 東海環状自動車道 せと赤津ICから西へ約5km。
- 名古屋第二環状自動車道 大森IC・引山ICから北東へ約9km。
- 名古屋瀬戸道路 長久手ICから北へ約7km。
- 駐車場あり：24台